# Розділ (гміна)
Гміна Розділ (пол. Gmina Rozdół) — колишня (1934–1939 рр.) сільська ґміна Жидачівського повіту Станіславського воєводства Польської республіки (1918—1939) рр. Центром ґміни було місто Розділ, яке не входило до її складу
1 серпня 1934 року в Жидачівському повіті Станіславівського воєводства було створено ґміну Розділ з центром в м. Розділ. В склад ґміни входили такі сільські громади: Бжезіна, Черніца, Держув, Ілув, Кійовєц, Крупско, Малєхув, Пясечна. Налічувалось 1 532 житлові будинки.
В 1940 р. ґміна ліквідована у зв'язку з утворенням Миколаївського району.